# 蒙蒂切利-栋吉纳
蒙蒂切利-栋吉纳，是意大利皮亚琴察省的一个市镇。总面积46平方公里，人口5457人，人口密度118.6人/平方公里（2009年）。ISTAT代码为033027。